# Успение Богородично (Самарина)
Вижте пояснителната страница за други значения на Успение Богородично.
„Успение на Пресвета Богородица“ (на гръцки: Ναός Κοιμήσεως της Θεοτόκου), известна като „Голяма Богородица“ (Μεγάλη Παναγία) е православна църква, в пиндското село Самарина, Егейска Македония, Гърция.

## Местоположение
Църквата е разположена в източната част на Самарина и е главният храм на селото.

## Датировка
Каменен надпис на трегера над южния вход гласи „1816 юли 15“.

## Архитектура
В архитектурно отношение е много голяма трикорабна базилика с дървен покрив с голям притвор и женска църква над него, трем на запад и юг. В източната част на трема има параклис, посветен на Светите апостоли Петър и Павел. Двуетажната женска църква е изградена в 1812 – 1816 година и на входа ѝ са изображени Глада и Смъртта. В голямата полукръгла апсида около 1850 година се хваща бор, който е запазен. Подът в храма е по-късен.
Кулата на камбанарията е югозападно от храма. Представлява красива триетажна, каменна постройка, изградена в 1876 година. Основата ѝ е квадратна, а етажите многоъгълни. На етажите има сводести отвори.
Във вътрешността храмът притежава ценен резбован бароков иконостас, дело на местни майстори. Иконостасните икони са изработени в 1811 г. от Михаил Анагност, който на престолната икона Богородица с Исус Христос оставя подпис „...Δια χειρος Μιχαιλ αναγνωστου υιου Δημητριου 1811“. На преносима икона от иконостаса има надпис „Αρχιερατεύοντος του πανιερωτάτου Βαρθολομαίου 1820“. Много от иконите на иконостаса обаче са копия, защото оригиналите са откраднати.
Красивият владишки трон има 5 стъпала вместо традиционните 8. Стенописите са изписани според зографския надпис в 1829 година. Те са дело на двама самарински художници Христос Папайоану и Й. Папайоану, рисували над 300 църкви по целите Балкани. Според друг източник са дело на зографа Антоний. Ценен е и амвонът, който е уникален с това, че на оградата му е изобразен ангел в униформа на средновековен византийски офицер.
В 1962 година църквата е обявена за паметник на културата.